# Teratoppia ciliata
Teratoppia ciliata är en kvalsterart som beskrevs av Wallwork 1961. Teratoppia ciliata ingår i släktet Teratoppia och familjen Teratoppiidae. Inga underarter finns listade i Catalogue of Life.